# Henry Teune
Henry Teune (* 19. März 1936; † 12. April 2011 in Chicago) war ein US-amerikanischer Politikwissenschaftler, der an der University of Pennsylvania forschte und lehrte. Sein Fachgebiet waren die Vergleichende Politikwissenschaft und die Internationalen Beziehungen. 1981/82 amtierte er als Präsident der International Studies Association (ISA).
Teune wurde 1961 an der Indiana University zum Ph.D. promoviert und ging danach als Assistant Professor an die University of Pennsylvania, wo er 1965 Associate Professor und 1972 Full Professor wurde. Er nahm mehrere Gastprofessuren wahr, darunter am Netherlands Institute of Advanced Studies und an der International University of Japan.
2007 wurde Teune in die Slowenische Akademie der Wissenschaften und Künste aufgenommen.

## Schriften (Auswahl)
- Growth. Sage Publications, Newbury Park 1988, ISBN 0803931832.
- Mit  Zdravko Mlinar: The developmental logic of social systems. Sage Publications, Beverl Hills 1978, ISBN 0803909004.
- Mit Adam Przeworski: The logic of comparative social inquiry. Wiley-Interscience, New York 1970, ISBN 0471701424.